# Cangrejo II
Cangrejo II es el undécimo largometraje del director venezolano Román Chalbaud. Está basado en el libro Cuatro crímenes, cuatro poderes de Fermín Mármol León. Es una secuela de Cangrejo, estrenada en 1982 e igualmente basada en el libro de Mármol León.
La trama de la obra se inspiró en la violación y asesinato de Lesbia María Biaggi, crimen que fue conocido como el Caso Biaggi. El asesinato tuvo como principal sospechoso al hermano de la víctima, el sacerdote Luis Ramón Biaggi. El sacerdote fue arrestado pero posteriormente liberado por falta de pruebas, aunque existieron versiones que su liberación se debió a la presunta presión de una parte de la jerarquía de la Iglesia católica venezolana.

## Sinopsis
En una localidad cercana a Caracas una mujer fue violada y asesinada. El crimen impactó a la comunidad religiosa del país debido a que la víctima era la hermana de un sacerdote.
Un obispo influyente presionó a altos funcionarios para que esclarecieran el suceso. Las autoridades pusieron a los mejores policías para encargarse del caso, que fue asignado al comisario León, interpretado por Miguel Ángel Landa.
Durante las pesquisas surgió la hipótesis de que la víctima conocía a su agresor. La casa no fue forzada, no robaron nada y ningún vecino escuchó ruido la noche del crimen.
Los policías contactaron con el novio y con un doctor que mantuvo una relación sentimental con la víctima. Tras los interrogatorios y los avances en la investigación, las pruebas apuntaron al hermano de la víctima, el padre Cuzati, interpretado por Eduardo Serrano.
El comisario León se convenció de que el culpable era Cuzati, pero comenzaron a surgir presiones para que desistiera de sus investigaciones que habían provocado choques entre el poder judicial y el eclesiástico.

## Reparto
Entre los actores que tomaron parte en la película se encontraban Miguel Ángel Landa, Eduardo Serrano, Enrique Alzugaray, Iván Feo, Orlando Urdaneta, Pilar Romero, Chela D'Gar, Arturo Calderón, Bertha Moncayo, Armando Gota, Hilda Blanco, Esther Orjuela y otros.

## Producción
La película fue producida por Gente de Cine y el guion redactado por el escritor César Miguel Rondón. Fue rodada en la ciudad de Caracas y tuvo entre sus locaciones el Estadio Universitario de Caracas. La dirección de sonido estuvo a cargo de Josué Saavedra con música de Edgar Saume, mientras que la dirección fotográfica correspondió de Eddy León y la producción a Reinaldo García.

## Recepción
Fue estrenada en 1984 y recaudó en su estreno más de seis millones de bolívares con 436064 espectadores. Para el jesuita Jesús María Aguirre la película fue un éxito en taquilla y representó la visión de Chalbaud de las manipulaciones del sistema judicial imperante en el país.
Mientras que para el sacerdote y crítico de cine Carmelo Vilda la cinta superó a Cangrejo I en valentía, claridad, guion y montaje. Consideró positivas las actuaciones, pero criticó algunas como estereotipadas y artificiales. Según Vilda, dado a la polémica que rodeo al Caso Biaggi, Chalbaud adaptó la trama para evitar la posible censura. Para el crítico, en la cinta se abordó el proceso judicial de forma honrada y limpia, diferenciando al acusado de la Iglesia. Sin embargo, Vilda expresó sus preocupaciones por las consideraciones éticas por hacer un espectáculo sobre una tragedia familiar y la privacidad del presunto culpable aún vivo.
En 2016 el Tribunal Supremo de Justicia de Venezuela realizó una exhibición de la película como parte de la Campaña Nacional por el Derecho de las Mujeres a una Vida Libre de Violencia. En el evento se mencionó como en la película se cometió un feminicidio que no pudo ser resuelto por la presión de la Iglesia y sociedad. También se hizo referencia a cómo en la cinta se ejemplificaban otros tipos de violencia contra la mujer, como la violencia psicológica, el acoso y la violación.